# Acajutla
Acajutla es un distrito de El Salvador, el único que conforma la municipalidad de Sonsonate Oeste. Está situado al suroeste del departamento de Sonsonate. Limitado al norte por los distritos de Guaymango (Ahuachapán Sur) y Santo Domingo de Guzmán (Sonsonate Centro), al este por Sonsonate (Sonsonate Centro), al sur por el océano Pacífico y al oeste por Jujutla (Ahuachapán Sur). Se caracteriza por ser uno de los dos distritos únicos del país que ocupa la misma extensión territorial que la municipal. Posee una población de 55 307 habitantes según censo del 2024 y está dividida en 9 cantones y 84 caseríos. Acajutla posee el principal puerto marítimo de El Salvador del cual sale gran parte de la exportación de café, azúcar y bálsamo.
| Censo | Población | Cambio | Porcentaje |
| ----- | --------- | ------ | ---------- |
| 2007  | 52 359    | N/D    | N/D        |
| 2024  | 55 307    | 2 948  | 5.6%       |

## Toponimia
El nombre Acajutla es una nahuatización del nombre náhuat "Acashutla," "Acaxutla," "Caxocal," o "Acashúat". En antiguas cartas náuticas, Acajutla fue conocido con el nombre San Luís Acajutla, Puerto de Sonsonate, Bodegas o Bodegas de Sonsonate.

### Significado
Múltiples significados han sido identificados, pero el significado original no es seguro. Tiene las raíces
- Acat: caña, carrizo,

- Shutla: quemado, brotar

- A: abundancia[3]

El historiador Jorge Lardé y Larín menciona que el nombre es Acayutla, que significaría lugar de tortuguas y matas. El nombre cashúat significa Caña de Agua Azul de acuerdo del adelantado Don Pedro, pero fue escrito como Acajutla por el oidor Diego García de Palacio en 1576.

## Historia

### Virreinato de Nueva España
Durante la conquista de El Salvador, y en el marco de acciones militares y acuerdos diplomáticos que resultaron en el control del imperio español sobre el actual El Salvador, se libró el 8 de junio de 1524 la batalla de Acajutla, ocurrida durante la expedición de Pedro de Alvarado al señorío de Cuzcatlán, y en la que dicho capitán español venció al ejército pipil; estos contaban con un mayor número de efectivos pero fueron superado en medios y táctica militar por Alvarado. A consecuencia de un flechazo lanzado, según la leyenda por el príncipe Atonal, Alvarado resultó cojo de por vida.
Acajutla se convirtió en un puerto del virreinato colombino dentro del Imperio español. En 1540 Pedro de Alvarado logró de la Corona el encargo de la conquista de las islas Molucas. Mientras se encontraba realizando los preparativos de esta expedición, aunó una flota de once naves más la nave capitana Santiago. Éstas habían sido construidas en el astillero de Iztapa (Guatemala), y después fueron enviadas a carenar en el astillero de Xiriualtique en la bahía de Jiquilisco. Partiendo de Acajutla, recaló en el puerto de La Navidad. Sin embargo, Pedro de Alvarado fue mandado a pacificar Nueva Galicia (Estado de Jalisco, México) y la expedición a las Molucas fue dada finalmente a Ruy López de Villalobos (quien fue derrotado por el Imperio Portugués).
Se trató del puerto más importante de la provincia de Sonsonate, siendo el añil el principal producto que se exportaba en la región. En la Carta de Relación de 8 de marzo de 1576 de don Diego García de Palacio, se describe las dificultades de su puerto de la siguiente forma:

Es una playa de mucha resaca y tumbo, y no tiene facción ni talle de puerta, de mala y enferma posición, sustentárse los navíos que allí surjen con todos los daños dichos, porque hace la mar en una arecife que hay en la dicha playa una vuelta y resaca de mar tan fuerte que hace estar los navío suspensos sin hacer fuerza en los cables y áncoras, y este solo beneficio tiene para tantos daños y la necesidad precisa que de él tienen y falta de otro tal en toda esta comarca y cercanía en que se hallan los vecinos y mercaderes de la villa de la Trinidad que está poblada en los dichos Izalcos.

En 1579 se avistaron las naves del pirata inglés Francis Drake rumbo norte. Las noticias del saqueo de Valparaíso y ataques a El Callao por Drake causaron que el capitán general del Reino de Guatemala, García de Velarde, movilizara a caballeros y capitanes de la colonia a Ajacutla para hacerle frente y el desembarco en Ajacutla no tuvo lugar.Ante la presencia del corsario inglés Thomas Cavendish, los vecinos se apostaron nuevamente en el puerto desde el 27 de junio de 1586 hasta el 12 de febrero del siguiente año.
Durante siglo XVIII, el puerto estaba en mal estado. Contaba con dos edificios de bodegas que estaban a cargo de los pobladores, estos edificios contaban con 10 piezas de artillería.Sin embargo, el comerciante de origen navarro Juan Bautista de Irisarri, propietario de la hacienda La Soledad, promovió y financió el desarrollo del puerto de Acajutla como centro de comercio, que para 1800 ya formaba parte de las rutas comerciales con el resto de Hispanoamérica con San Blas, Lima o Valparaíso, contando con nuevas instalaciones portuarias y una aduana.

### El Salvador
En marzo de 1842, el puerto fue tomado por las fuerzas navales del general Francisco Morazán, envió el 9 de marzo una comunicación al gobierno de El Salvador en donde insistió en que se le contesté si aceptaban sus servicios o no. Avanzó a Sonsonate, pero retornó a Acajutla después de ser informado de que fuerzas Salvadoreñas iban a Sonsonate para repelerlo. Cuando llegó, desmontó una pieza de artillería y huyó. Después de completado el proceso de independencia de El Salvador, para el año 1838, la economía nacional se volvió altamente dependiente de la creciente exportación de café. El rápido crecimiento de esta lucrativa cosecha, propició profundos cambios socioeconómicos en la región y atrajo el interés de inversionistas extranjeros y dueños de plantaciones locales y el desarrollo del puerto.

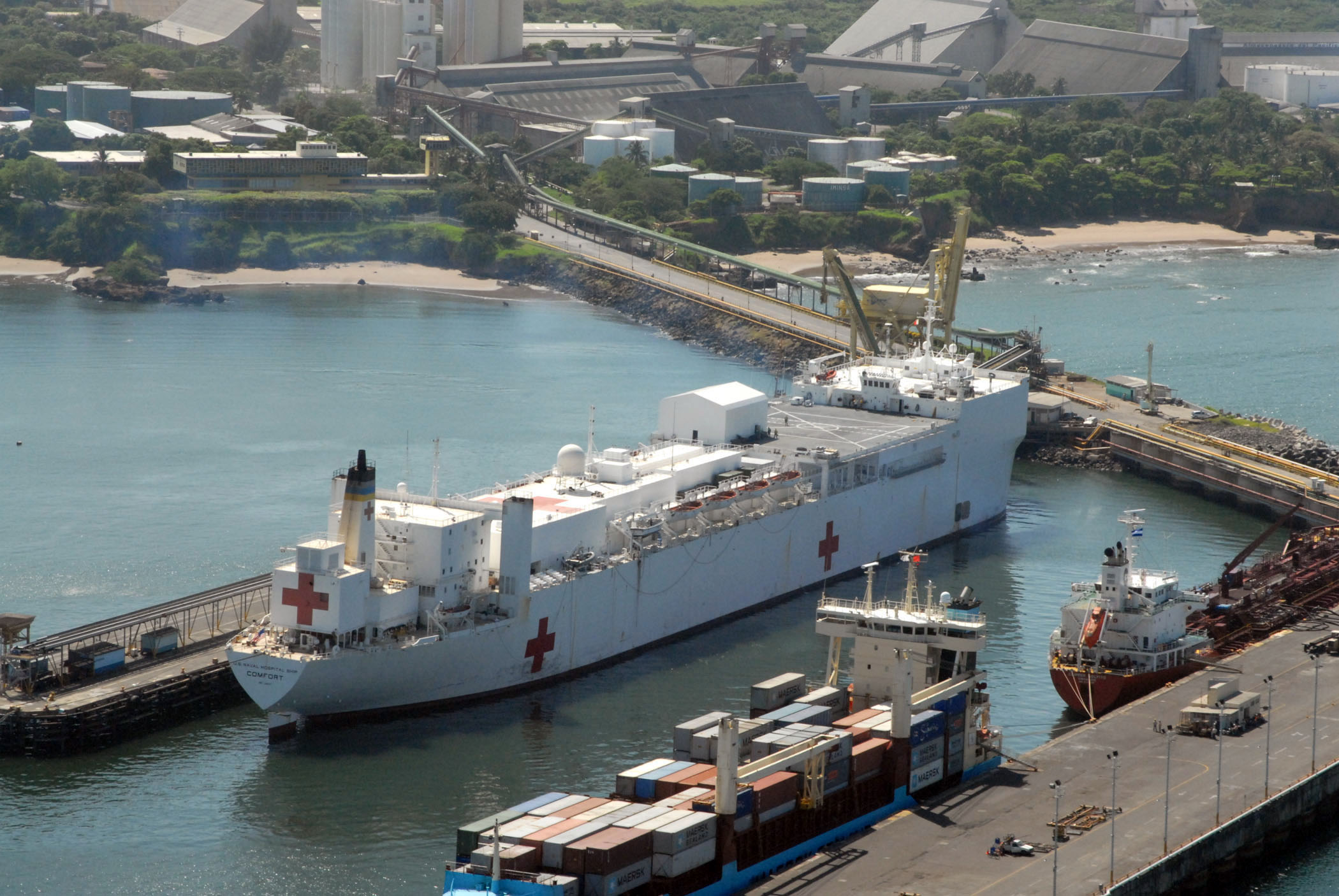
El barco USNS Comfort en el puerto de Acajutla.

Por decreto legislativo del 27 de febrero de 1852, se creó una "media municipalidad" en el puerto de Acajutla, compuesta de un Alcalde, tres Regidores y un síndico, con las mismas atribuciones que las demás municipalidades. En el 11 de marzo, por causa de los malos efectos que produjo la creación de la municipalidad de Acajutla, se acordó una orden legislativa facultando al poder ejecutivo para que pueda establecer la forma administrativa con que se debía regir la población.En enero de 1869, se inauguró la carretera entre Santa Ana y Acajutla, esta contribuyó al progreso de la población.De 1882 data la inauguración de la vía férrea de la línea Santa Ana-Acajutla. En el 13 de marzo de 1889 el gobierno, a iniciativa de la Municipalidad de Acajutla, creó una escuela de niñas en la población, nombrando a Soledad Camposeco como su primera directora.
Durante la presidencia de Manuel Enrique Araujo, la Secretaría de Fomento al mando de Alfonso Quiñónez Molina acordó crear una Junta de Fomento para el puerto de Acajutla en el 15 de noviembre de 1912; los miembros nombrados por el gobierno para incorporar la junta eran el general Hans Müller como presidente, Félix Charlaix y doctor Simeón Espinosa como vocales primero y segundo respectivamente, M. Rodolfo García como tesorero y Manuel Castillo como secretario.

## Fiestas
Son movibles por el calendario litúrgico católico. Generalmente se celebran entre la última semana de mayo o la primera de junio, bajo el patrocinio de la Santísima Trinidad

## Organización Territorial
Para su administración Acajutla se encuentra dividido en 8 cantones y 80 caseríos. Siendo sus cantones: 
- Cantón el Salamo.
  - Caserío Los Alfaro.
  - Caserío Los Marroquines.
  - Caserío Los Lirios.
  - Caserío El Centro.
  - Caserío El Ángel.
  - Caserío Los Santos.
  - Caserío Los Justos.
  - Ciudadela Rotaria.
- Cantón el Suncita.
  - Caserío San Pedro Belén Norte.
  - Caserío San Pedro Belén Sur.
  - Bocana Limón.
  - Caserío Reparto Patricias.
  - Cooperativa San José.
  - Caserío Copinula.
  - Hacienda 3R.
  - Hacienda El Suncita.
  - Lotificación El Milagro.
  - Villa Centenario.
  - Villa San Cristóbal El Inicio.
  - Caserío San Carlos I.
  - Caserío San Carlos II.
  - Caserío Los Pérez.
  - Caserío Las Marías.
  - Caserío La Planta.
  - Caserío Los Abetos.
  - Caserío Las Setenta.
  - Caserío La Marañonera.
- Cantón Punta Remedios.
  - Lotificación Alvarado.
  - Caserío El Zope.
  - Caserío Colima.
  - Caserío El Venado.
  - Caserío Comandari.
  - Caserío El porvenir Salinitas.
  - Caserío Los Cóbanos.
  - Caserío Santa Águeda.
  - Colonia Santa María La Nueva.
  - Colonia Nueva Santa Marta.
  - Caserío Los Almendros

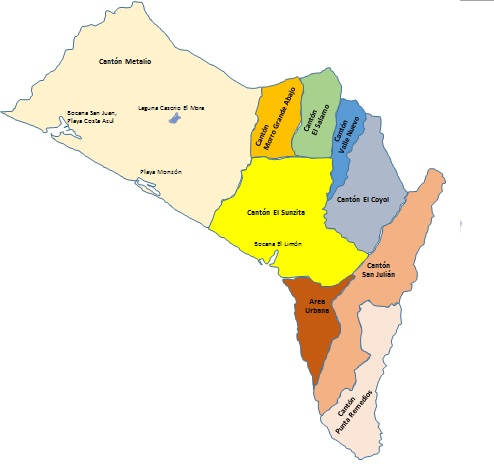
Mapa de acajutla y sus cantones.

- Cantón Morro Grande: La Joya, La Ocrera, El Límite y San Luis.
- Cantón Santa Rosa El Coyol: Monterrico, Guadalcanal, San Mauricio, San Judas, Santa Rosa, Atalayita, Cooperativa Kilo 5 y El Remoto.
- Cantón Valle Nuevo
- Cantón San Julián: Zona Industrial, Zope I, Obelisco, San Emilio I, San Emilio II, Nueva Acajutla, Santa Isabel, Kilo 5 sur, La Esmeralda, Santa Marta, Los Vertientes, Jardines, Jardines II, Jardines I, La Nueva, Campana, San Vicente, El Manzano, Buenos Aires, Lotificación San Carlos, Mesa Verde, Lotificación Kilo 5, Rancho Alegre, Kilo 5, Colonia Lue, colonia los laureles, colonia IVU, Colonia San Julián, Colonia Obrera, Colonia Rasa 1 y 2,Colonia Acaxual 1,2,3 y 4.ª etapa, Colonia Los Morritos, Barrio El campamento, La coquera, Las atarrayas, Barrio La playa, Barrio Las peñas. Lotificación Linda Vista.
- Cantón Metalio: Las Cureñas, El Nance, La Isla, El Manguito, Miramar, El Mora, EL Maguey, El Caulote, Los Méndez, Metalillito, Buenos Aires, Los Marines agua Zarca, Costa Brava, Costa Azul, El Amatal, Altamira, El Peñón, Monzón, Valle Nuevo, Girasol, El Maizal, El Boulevard, San José, Col. La Arenera, Supervisión, La Playa, La Balastrera, El Corozal, El Porvenir

## Deportes
En la historia Acajutla ha dado grandes equipos al fútbol nacional, militando en primera y segunda categoría, por ejemplo:
Club Deportivo Tiburones, Club Atlético Árabe Marte, Juventud Olímpica, Alba Acajutla.
En la actualidad el municipio cuenta con múltiples equipos en la liga mayor de fútbol aficionado organizada por la ADFA de Sonsonate, dichos equipos son muy competitivos en los torneos y han representado en múltiples ocasiones al departamento de Sonsonate en la lucha por ascender a tercera división. Los más destacados son: Juventud Olímpica de Metalío, quien jugó un tiempo hasta en primera división profesional, A.D Acaxual,CD Sunza, ADEC, ADJ, CD Acajutla. Actualmente está en competición el FC Los Laureles en la liga mayor aficionado. Equipo que en la temporada 2020 y 2021 llegó a disputar la final para el ascenso a tercera división, quedándose a un par de goles de cumplir un sueño para muchos acajutlenses, y dando la batalla hasta el silbatazo final.
Los clásicos municipales son:
J.O. Metalío vs A.D Acaxual y
A.D Acaxual vs C.D Acajutla.

## Ciudades hermanas
- Santa Ana, El Salvador[17]

## Industria
- El mirador El Majahua contiene numerosos restaurantes.
- Planta eléctrica de Energía del Pacífico, ubicada extramuros al puerto.
- Puerto de Acajutla.
- Terminal marítima de gas natural licuado y Unidad Flotante de Almacenamiento y Regasificación, anclada frente al puerto.